# Thibault Campanini
Thibault Campanini est un footballeur français, né le 27 juillet 1998 à Marseille (Bouches-du-Rhône), évoluant au poste d'arrière droit à l'AC Ajaccio.

## Biographie

### En club
Formé à l'AC Ajaccio, Thibault Campanini arrive libre au GFC Ajaccio le 1er juillet 2016. Il fait ses débuts professionnels le 10 mars 2017 face à Troyes, match remporté par les gaziers. Sur le banc les deux matchs suivants, il est titulaire pour les sept derniers matchs de la saison. 
Il commence sa deuxième saison sur le banc, et se voit positionné à plusieurs postes sous les ordres d'Albert Cartier. Il devient l'un des joueurs les plus réguliers sous ses ordres lors de sa troisième saison au GFCA. Lors de l'arrivée du nouvel entraîneur, Hervé Della Maggiore, il est titulaire régulier jusqu'à la dix-neuvième journée, où il est ensuite écarté sur blessure.
Lors de la saison 2018-2019, il est avec Damien Perquis l'un des deux délégués syndicaux de l'UNFP au sein du Gazélec Ajaccio.
Le 13 juin 2020, Thibault signe un contrat avec faveur du Paris FC pour les deux prochaines saisons. Lors de cette signature il admet que la présence de l'entraîneur René Girard à beaucoup influencé son choix. Il déclare "je serai coaché chaque jour par René Girard, c’est un privilège".
N'ayant quasiment pas joué durant ses deux saisons dans la capitale, il n'est pas prolongé et quitte le club. Il retourne en 2022 dans son club formateur de l'AC Ajaccio afin de compléter l'équipe réserve qui évolue en national 3.

### En sélection
Le 27 mai 2017, il honore sa première sélection avec l'équipe de Corse pour une rencontre face au Nigeria (1-1). Il entre en jeu à la 85e minute, remplaçant Jean-François Grimaldi.

## Statistiques
| Saison                | Club                  | Championnat           | Championnat | Championnat | Coupe nationale | Coupe nationale | Coupe de la Ligue | Coupe de la Ligue | Compétition(s) continentale(s) | Compétition(s) continentale(s) | Compétition(s) continentale(s) | Total | Total |
| Saison                | Club                  | Division              | M.          | B.          | M.              | B.              | M.                | B.                | Comp.                          | M.                             | B.                             | M.    | B.    |
| 2016-2017             | GFC Ajaccio           | Ligue 2               | 8           | 0           | -               | -               | -                 | -                 | -                              | -                              | -                              | 8     | 0     |
| 2017-2018             | GFC Ajaccio           | Ligue 2               | 10          | 0           | 2               | 0               | 2                 | 0                 | -                              | -                              | -                              | 14    | 0     |
| 2018-2019             | GFC Ajaccio           | Ligue 2               | 17          | 0           | 3               | 0               | 1                 | 0                 | -                              | -                              | -                              | 21    | 0     |
| 2019-2020             | GFC Ajaccio           | National              | 17          | 0           | -               | -               | 1                 | 0                 | -                              | -                              | -                              | 18    | 0     |
| Sous-total            | Sous-total            | Sous-total            | 52          | 0           | 5               | 0               | 4                 | 0                 | -                              | -                              | -                              | 61    | 0     |
| 2020-2021             | Paris FC              | Ligue 2               | 5           | 0           | -               | -               | -                 | -                 | -                              | -                              | -                              | 5     | 0     |
| 2021-2022             | Paris FC              | Ligue 2               | 1           | 0           | -               | -               | -                 | -                 | -                              | -                              | -                              | 1     | 0     |
| Sous-total            | Sous-total            | Sous-total            | 6           | 0           | -               | -               | -                 | -                 | -                              | -                              | -                              | 6     | 0     |
| 2022-2023             | AC Ajaccio rés.       | Ligue 1               | 0           | 0           | -               | -               | -                 | -                 | -                              | -                              | -                              | 0     | 0     |
| 2023-2024             | AC Ajaccio            | Ligue 2               | 3           | 0           | 2               | 1               | -                 | -                 | -                              | -                              | -                              | 5     | 1     |
| Total sur la carrière | Total sur la carrière | Total sur la carrière | 58          | 0           | 5               | 0               | 4                 | 0                 | -                              | -                              | -                              | 67    | 0     |